# Seligów
Seligów – wieś w Polsce położona w województwie łódzkim, w powiecie łowickim, w gminie Łyszkowice.
W latach 1975–1998 miejscowość administracyjnie należała do województwa skierniewickiego.
W Seligowie urodził się polski duchowny katolicki Stanisław Kędziora, biskup warszawsko-praski.